# ボイド・ニール
ルイス・ボイド・ニール（Louis Boyd Neel, 1905年7月19日ロンドン - 1981年9月30日トロント）は、イギリスの指揮者、外科医。

## 経歴
ブラックヒース（ロンドン）の生まれ。ピアニストだった母親に音楽の手ほどきを受けるが、家庭の意向でオズボーン海軍大学を経てケンブリッジのキーズ・カレッジで医学を修めた。1930年からロンドンの聖ジョージ病院及びエドワード七世病院に外科医として勤務し、薬学の研究も行った。
医師の仕事の傍らで音楽を趣味で楽しんでいたが、1932年に王立音楽院と王立音楽大学に要請されて自分の名前を冠した弦楽合奏団を組織した。1933年6月22日にロンドンで合奏団のお披露目公演が行われ、同年12月にはBBCに招待され、デッカ・レーベルと1979年まで専属契約を結んで音楽活動に専念するようになった。1934年にはグラインドボーン音楽祭の支配人だったジョン・クリスティから招待を受け、1937年にはザルツブルク音楽祭に登場した。1939年までイギリスとヨーロッパ大陸を往復して演奏活動を行った。
第二次世界大戦中は医療の世界に戻ったが、時間の許す限り音楽活動も並行して行い、1943年にベンジャミン・ブリテンから『前奏曲とフーガ』を献呈された。大戦後は、ドイリー・カート歌劇団やサドラーズ・ウェルズ・オペラ等に客演して音楽活動に本格的に復帰し、アメリカやオーストラリア等にも演奏旅行を行った。1952年にトロント王立音楽院の部長に招聘され1969年まで在任した。着任時から音楽院内にトロント・ハート・ハウス管弦楽団を設立して音楽監督を務め、1958年のブリュッセル万国博覧会や1966年のオールドバラ音楽祭等に出演している。また、カナダに渡った頃からカナダ放送とも密接な関係を持ち、積極的に音楽の解説や紹介を買って出た。1953年には大英帝国勲章（CBE）を贈られているが、1961年にはカナダに帰化した。音楽院の職務から解放された後も、サーニアのオペラ・フェスティヴァルの音楽監督を務める等の活躍を見せたが、1979年に引退。1981年トロントにて没した。